# Pakistan ai Giochi olimpici
Il Pakistan ha partecipato per la prima volta ai Giochi olimpici nel 1948, lo stesso anno in cui il Comitato Olimpico Pakistano venne creato e riconosciuto dal CIO.
Gli atleti pakistani hanno vinto 10 medaglie ai Giochi olimpici estivi, di cui tre d'oro, mentre non ne hanno mai vinta alcuna ai Giochi olimpici invernali.
La quasi totalità delle medaglie olimpiche è stata conquistata nell'hockey su prato, disciplina in cui il Pakistan è stato tre volte vincitore del torneo.

## Medaglieri

### Medaglie alle Olimpiadi estive
| Giochi                 | Oro              | Argento          | Bronzo           | Totale           |
| ---------------------- | ---------------- | ---------------- | ---------------- | ---------------- |
| 1948 Londra            | 0                | 0                | 0                | 0                |
| 1952 Helsinki          | 0                | 0                | 0                | 0                |
| 1956 Melbourne         | 0                | 1                | 0                | 1                |
| 1960 Roma              | 1                | 0                | 1                | 2                |
| 1964 Tokyo             | 0                | 1                | 0                | 1                |
| 1968 Città del Messico | 1                | 0                | 0                | 1                |
| 1972 Monaco            | 0                | 1                | 0                | 1                |
| 1976 Montreal          | 0                | 0                | 1                | 1                |
| 1980 Mosca             | non partecipante | non partecipante | non partecipante | non partecipante |
| 1984 Los Angeles       | 1                | 0                | 0                | 1                |
| 1988 Seul              | 0                | 0                | 1                | 1                |
| 1992 Barcellona        | 0                | 0                | 1                | 1                |
| 1996 Atlanta           | 0                | 0                | 0                | 0                |
| 2000 Sydney            | 0                | 0                | 0                | 0                |
| 2004 Atene             | 0                | 0                | 0                | 0                |
| 2008 Pechino           | 0                | 0                | 0                | 0                |
| 2012 Londra            | 0                | 0                | 0                | 0                |
| 2016 Rio de Janeiro    | 0                | 0                | 0                | 0                |
| 2020 Tokyo             | 0                | 0                | 0                | 0                |
| 2024 Parigi            | 1                | 0                | 0                | 1                |
| Totale                 | 4                | 3                | 4                | 11               |

### Medaglie alle Olimpiadi invernali
| Giochi           | Oro | Argento | Bronzo | Totale |
| ---------------- | --- | ------- | ------ | ------ |
| 2010 Vancouver   | 0   | 0       | 0      | 0      |
| 2014 Sochi       | 0   | 0       | 0      | 0      |
| 2018 PyeongChang | 0   | 0       | 0      | 0      |
| 2022 Pechino     | 0   | 0       | 0      | 0      |
| Totale           | 0   | 0       | 0      | 0      |